# DeWereldMorgen.be
DeWereldMorgen.be is een Belgische Nederlandstalige nieuwswebsite. Naast een kleine professionele redactie zijn er tal van burgerjournalisten actief. Om geen beroep te moeten doen op adverteerders werkt DeWereldMorgen.be met een mix van inkomsten: donaties van lezers, subsidies van de overheid en een zestigtal sociale organisaties, waaronder verschillende vakcentrales.

## Geschiedenis
DeWereldMorgen.be werd op 1 maart 2010 gelanceerd door Dirk Barrez (Global Society vzw met Pala.be) en Han Soete (GetBasic vzw met Indymedia.be) met een redactie zonder commerciële logica. Ze bekritiseerden traditionele media, die beweren neutraal te zijn in hun berichtgeving, maar vaak censuur zouden toepassen in het kader van de marketing omdat er zonder reclame-inkomsten geen redactie zou zijn.
De oprichters kwamen ervoor uit dat ook hun boodschap gekleurd was. Ze stelden: "Onbewogen neutraliteit is niet aan ons besteed. Objectiviteit en correctheid des te meer". Hierbij verkondigden ze vaak de boodschap van het middenveld (sociale organisaties en ngo's) in nauwe samenwerking met drukkingsgroepen en de vakbonden in België. Een citaat van de Amerikaanse historicus Howard Zinn rechtvaardigde deze houding: "Het is onmogelijk neutraal te zijn op een bewegende trein". Tevens haalden ze Robert W. McChesney aan die stelde: “Mensen die zich zorgen maken over mensenrechten, sociale rechtvaardigheid of het milieu, moeten begrijpen dat ze uiteindelijk niets kunnen veranderen zolang ze de media niet veranderen".
In oktober 2012 werd de vaste redactie versterkt met Lode Vanoost. Nadat Soete in juli 2013 overstapte naar de Partij van de Arbeid van België namen Christophe Callewaert en Bieke Purnelle de coördinatie over. Mede-oprichter Dirk Barrez betreurde dat het "in opzet pluralistische medium" was geëvolueerd tot een "spreekbuis voor de PVDA" omdat GetBasic een mantelorganisatie bleef van deze linkse partij. In 2014 ging ook Ciska Hoet instaan voor de algemene coördinatie. In 2016 vertrokken Hoet en Purnelle om het kenniscentrum RoSa te gaan leiden. In februari 2017 werd de redactie uitgebreid met Helenka Spanjer.